# I Всероссийский съезд Советов рабочих и солдатских депутатов
Первый Всероссийский съезд Советов рабочих и солдатских депутатов проводился с 3 (16) июня по 24 июня (7 июля) 1917 года в Петрограде в здании Первого кадетского корпуса на Васильевском острове.
Первый Всероссийский съезд Советов, на котором большинство принадлежало меньшевикам и эсерам, отверг предложенные большевиками резолюции о прекращении войны и передаче всей власти Советам и принял эсеро-меньшевистские резолюции, провозглашавшие полную поддержку министров-социалистов и продолжение «революционной войны» на принципах отказа от аннексий и контрибуций.
Съезд избрал свой постоянный орган, Всероссийский центральный исполнительный комитет Советов рабочих и солдатских депутатов (ВЦИК), председателем которого был выбран меньшевик Николай Чхеидзе, будучи также председателем исполкома Петросовета до 6 (19) сентября 1917 года.

## Предыстория
Вскоре после Февральской революции Петроградский Совет начал подготовку к созыву Всероссийского совещания Советов рабочих и солдатских депутатов, которое прошло с 29 марта (11 апреля) по 3 (16) апреля 1917 года.  В своей резолюции делегаты одобрили курс на продолжение участия России в мировой войне («оборончество»), поддержав по этому вопросу политику Временного правительства при условии «отказа от захватных стремлений».
Проведение Совещания стало крупным шагом оформления системы Советов; следующим шагом формирования «советской легальности» стал созыв I Всероссийского Съезда Советов рабочих и солдатских депутатов. Решение о проведении Съезда как высшего органа Советов было принято на Совещании, организационная работа была возложена на Исполком Петросовета, в состав которого было включено 16 представителей губернских Советов и фронтовых армейских частей, что расширило его полномочия на всю страну вплоть до созыва съезда.
Нормы представительства выглядели следующим образом: Советы районов с населением от 25 000 до 50 000 избирателей направляли двух делегатов, от 50 000 до 75 000 — трёх, от 75 000 до 100 000 — четырёх, от 100 000 до 150 000 — пять, от 150 000 до 200 000 — шесть, свыше 200 000 — восемь.

## Состав
| Партийный состав I Всероссийского Съезда Советов рабочих и солдатских депутатов | Партийный состав I Всероссийского Съезда Советов рабочих и солдатских депутатов |
| Партия                                                                          | Мест                                                                            |
| ------------------------------------------------------------------------------- | ------------------------------------------------------------------------------- |
| Эсеры                                                                           | 285                                                                             |
| Меньшевики                                                                      | 248                                                                             |
| Большевики                                                                      | 105                                                                             |
| Меньшевики- интернационалисты                                                   | 32                                                                              |
| Внефракционные социалисты                                                       | 73                                                                              |
| Меньшевики-объединёнцы («объединённые социал-демократы»)                        | 10                                                                              |
| Бундовцы                                                                        | 10                                                                              |
| Фракция «Единство» Плеханова                                                    | 3                                                                               |
| Народные социалисты                                                             | 3                                                                               |
| Трудовики                                                                       | 5                                                                               |
| Анархисты-коммунисты                                                            | 1                                                                               |
| «Стоящие на платформе с.-р. и с.-д.»                                            | 2                                                                               |

На Съезде присутствовало 1090 делегатов, представлявших 305 объединённых Советов рабочих, солдатских и крестьянских депутатов, 53 областных, губернских и районных объединения Советов, 21 организацию действующей армии, 5 организаций флота, 8 тыловых воинских организаций.
О своей партийности заявили лишь 777 делегатов, среди них оказалось 285 эсеров, 248 меньшевиков, 105 большевиков, 32 меньшевика-интернационалиста, 10 меньшевиков-объединенцев, ещё 24 делегата принадлежали к другим фракциям и группам.

## Повестка дня
На обсуждение съезда были вынесены вопросы:
1. Революционная демократия и правительственная власть;
2. Отношение к войне: вопросы обороны и борьбы за мир;
3. Подготовка к Учредительному собранию;
4. Национальный вопрос;
5. Земельный вопрос и вопросы крестьянской жизни.
6. Вопросы рабочей жизни.
7. Вопросы солдатской жизни.
8. Организация производства, распределения, транспорта и контроль над ним;
9. Продовольственный вопрос;
10. Вопросы финансовой политики;
11. Местное самоуправление;
12. Организационные вопросы и выборы[3].

## Демарш большевиков
На съезде большевики были в меньшинстве, составив лишь 13,5 % делегатов, заявивших о своей партийной принадлежности. Однако, несмотря на это, лидер большевиков В. И. Ленин пошёл на громкий демарш, ответив на утверждение члена Петросовета меньшевика И. Г. Церетели «В настоящий момент в России нет политической партии, которая говорила бы: дайте в наши руки власть, уйдите, мы займём ваше место. Такой партии в России нет» выкриком с места: «Есть такая партия!» Эсеро-меньшевистское большинство встретило демарш Ленина смехом, на который он ответил: «Вы можете смеяться сколько угодно… Окажите доверие нам, и мы вам дадим нашу программу. Наша конференция 29 апреля эту программу дала. К сожалению, с ней не считаются и ею не руководствуются. Видимо, требуется популярно выяснить её». В своём выступлении Ленин предложил «арестовать 50-100 крупнейших миллионеров», ввести рабочий контроль в промышленности и заключить мир.

## Решения Съезда
Делегаты съезда отвергли предложенные большевиками резолюции о прекращении войны и передаче всей власти Советам, за что были названы Лениным «соглашателями». Съезд принял эсеро-меньшевистские резолюции, провозглашавшие полную поддержку министров-социалистов и продолжение «революционной войны» на принципах отказа от аннексий и контрибуций.
Съезд избрал свой постоянный орган, Всероссийский центральный исполнительный комитет Советов рабочих и солдатских депутатов (ВЦИК) в составе 320 депутатов. Состав ВЦИК был также эсеро-меньшевистским: 123 меньшевика, 119 эсеров, 58 большевиков, 13 «объединённых социал-демократов», 7 прочих. Председателем ВЦИК стал меньшевик Н. С. Чхеидзе.

## Обстановка вокруг Съезда
8 (21) июня 1917 ЦК и ПК РСДРП (б) объявили о намерении провести 10 (23) июня 1917 мирную демонстрацию в поддержку требований бастующих рабочих Петрограда (см. Конфликт из-за дачи Дурново). На другой день, однако, под давлением эсеро-меньшевистского большинства Съезда Советов, обвинившего большевиков в организации «военного заговора», ЦК РСДРП (б), не желая противопоставлять себя съезду, отменил свою демонстрацию.
18 июня (1 июля) 1917 в Петрограде на Марсовом поле состоялась массовая демонстрация, организованная Съездом Советов. Однако, вопреки ожиданиям организаторов, планировавших провести общеполитическую демонстрацию доверия Временному правительству, акция, в которой участвовало около 500 тыс. чел., прошла под большевистскими лозунгами «Долой десять министров-капиталистов!», «Пора кончать войну!», «Вся власть Советам!», что свидетельствовало о разрыве между настроениями масс столицы и политикой Временного правительства и руководства Советов.
Присоединившаяся к манифестации группа вооружённых анархистов во время митинга совершила налёт на тюрьму «Кресты», освободив шестерых своих сторонников и члена Военной организации РСДРП(б) Ф. П. Хаустова.
Многочисленные демонстрации рабочих и солдат под лозунгами большевиков прошли в этот день также в Москве, Киеве, Харькове, Минске, Иваново-Вознесенске, Твери, Н. Новгороде и др. городах.
19 июня (2 июля) 1917 делегаты съезда отдельной резолюцией поддержали начавшееся на фронте наступление Русской армии.

## Документы
- Всероссийское совещание Советов рабочих и солдатских депутатов. (Стенографич. отчёт), М.— Л., 1927;
- Первый Всероссийский съезд Советов рабочих и солдатских депутатов. (Стенографич. отчет), т. 1—2, М.— Л., 1930—31.